# Gomeh Darreh
Gomeh Darreh (persiska: گمه درّه, گُم دَرِّه, گُمِّه دَرِّه) är en ort i Iran.   Den ligger i provinsen Kurdistan, i den nordvästra delen av landet, 400 km väster om huvudstaden Teheran. Gomeh Darreh ligger 1 941 meter över havet och antalet invånare är 171.
Terrängen runt Gomeh Darreh är platt åt sydost, men åt nordväst är den kuperad. Terrängen runt Gomeh Darreh sluttar österut.Runt Gomeh Darreh är det ganska tätbefolkat, med 58 invånare per kvadratkilometer. Närmaste större samhälle är Mīrakī, 5,4 km sydost om Gomeh Darreh. Trakten runt Gomeh Darreh består i huvudsak av gräsmarker.